# 1974年6月4日月食
1974年6月4日月食为一次在协调世界时1974年6月4日出現的月偏食。該次月食半影食分為1.901、全影食分為0.832。偏食維持了97分。

## 概述
這次月食的食分是16.84，偏食維持了97分。

## 基本參數
- 類型：月偏食
- 食甚資料：
  - 日期：1974年6月4日
  - 時間：22:16
  - 月球位置：赤經16.84度、赤緯-23.0度
  - 食分：半影食分：1.901、全影食分：0.832
  - 持續時間：偏食97分

## 外部連結
- NASA月食專頁（页面存档备份，存于）（英文）